# Dzoraget
Dsoraget là một đô thị thuộc tỉnh Lori, Armenia. Dân số ước tính năm 2011 là 265 người.